# Rudolf Bernt

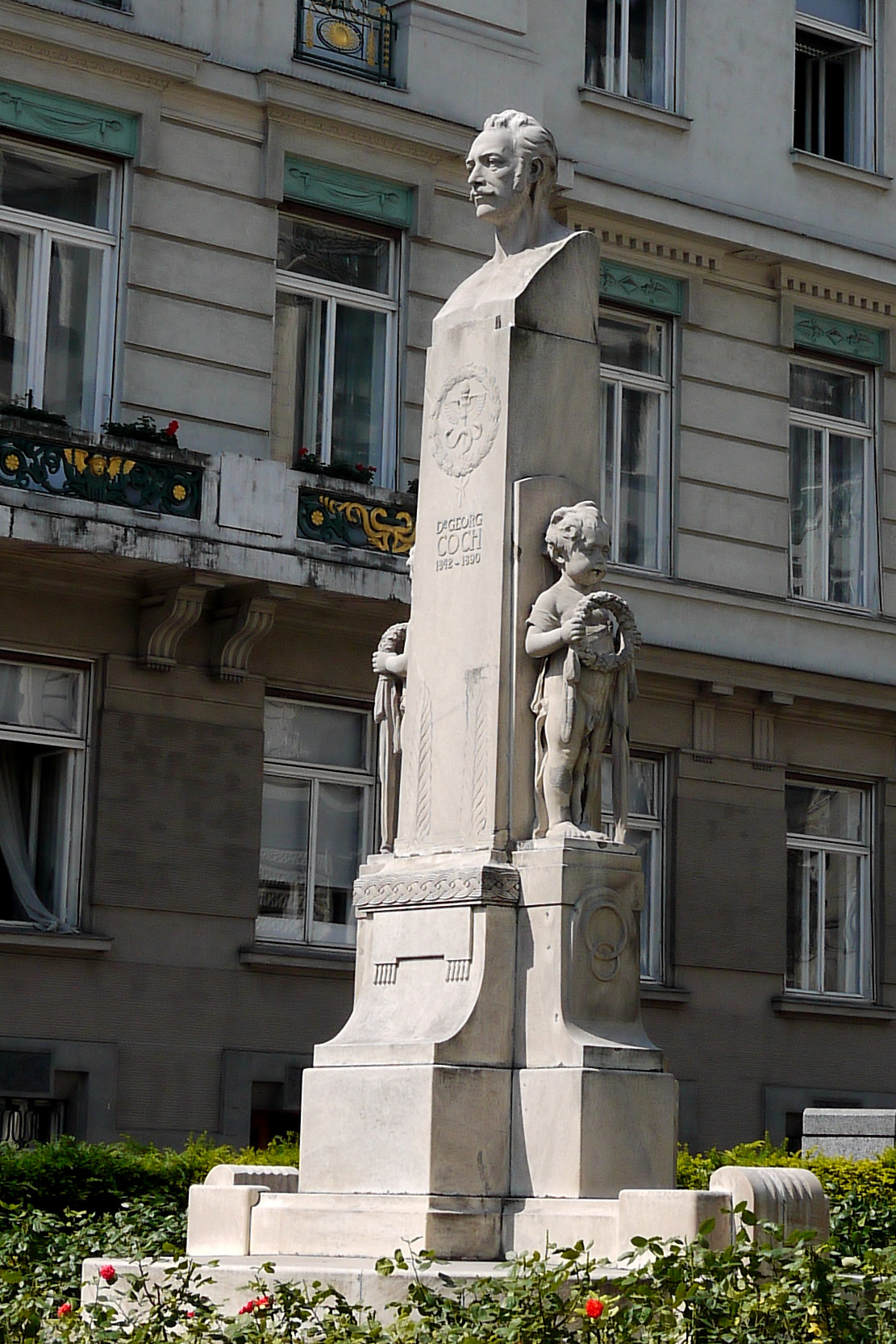
Georg-Coch-Denkmal (1913)

Rudolf Bernt (* 21. Februar 1844 in Neunkirchen; † 24. August 1914 in Pottenstein) war ein österreichischer Architekt, Baurat und Maler.

## Leben und Werk

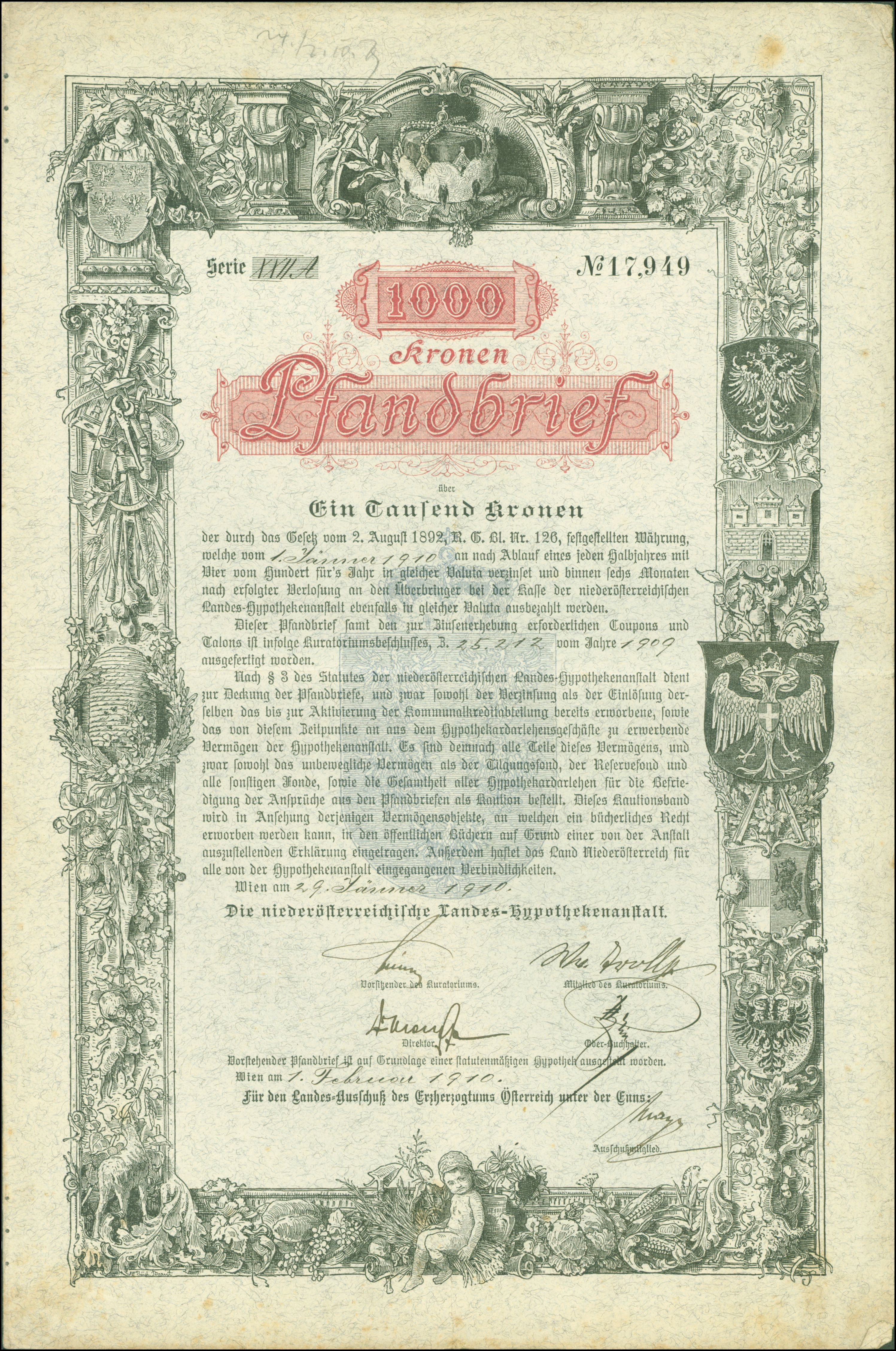
Pfandbrief über 1000 Kronen der Niederösterreichischen Landes-Hypothekenanstalt vom 29. Januar 1910; im Druckbild unten links erkennt man den Namen "Rud. Bernt"

Der aus Niederösterreich stammende Bernt studierte an der Technischen Hochschule und an der Akademie der bildenden Künste Wien bei Carl Roesner und Eduard van der Nüll. Ab 1870 arbeitete er im Atelier von Otto Wagner. Er wurde 1884 Mitglied des Wiener Künstlerhauses. Nach seinem Tod erhielt er ein Ehrengrab auf dem Wiener Zentralfriedhof, (Gruppe 0).
Bernt war an zahlreichen Arbeiten Otto Wagners beteiligt. Er entwickelte sich zu einem anerkannten Zeichner und Ornamentisten. Seit den 1890er Jahren war er hauptsächlich als Aquarellist tätig. Seine Motive waren bevorzugt Veduten und Architekturbilder. Sein bekanntestes Werk als Architekt ist das Georg-Coch-Denkmal am Georg-Coch-Platz in Wien.
Der Name „Rudolf Bernt“ bzw. „Rud. Bernt“ ist auch als Signatur auf verschiedenen Historischen Wertpapieren zu finden, so zum Beispiel bei Schuldverschreibungen der Kommunal Kreditanstalt des Landes Oberösterreich, der Oberösterreichischen Landes-Hypothekenanstalt sowie der Niederösterreichischen Landes-Hypothekenanstalt.

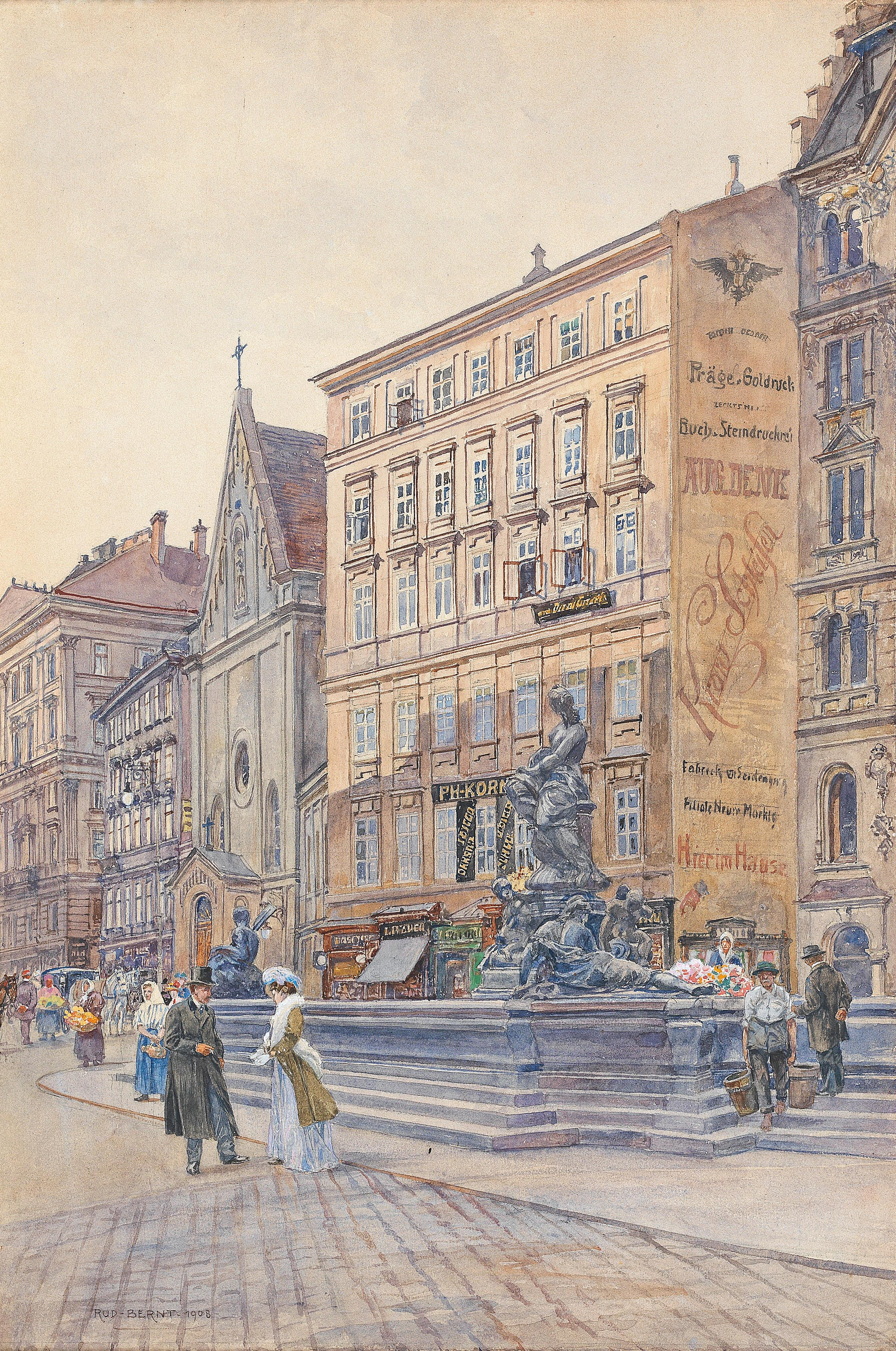
Donnerbrunnen in Wien (1908)
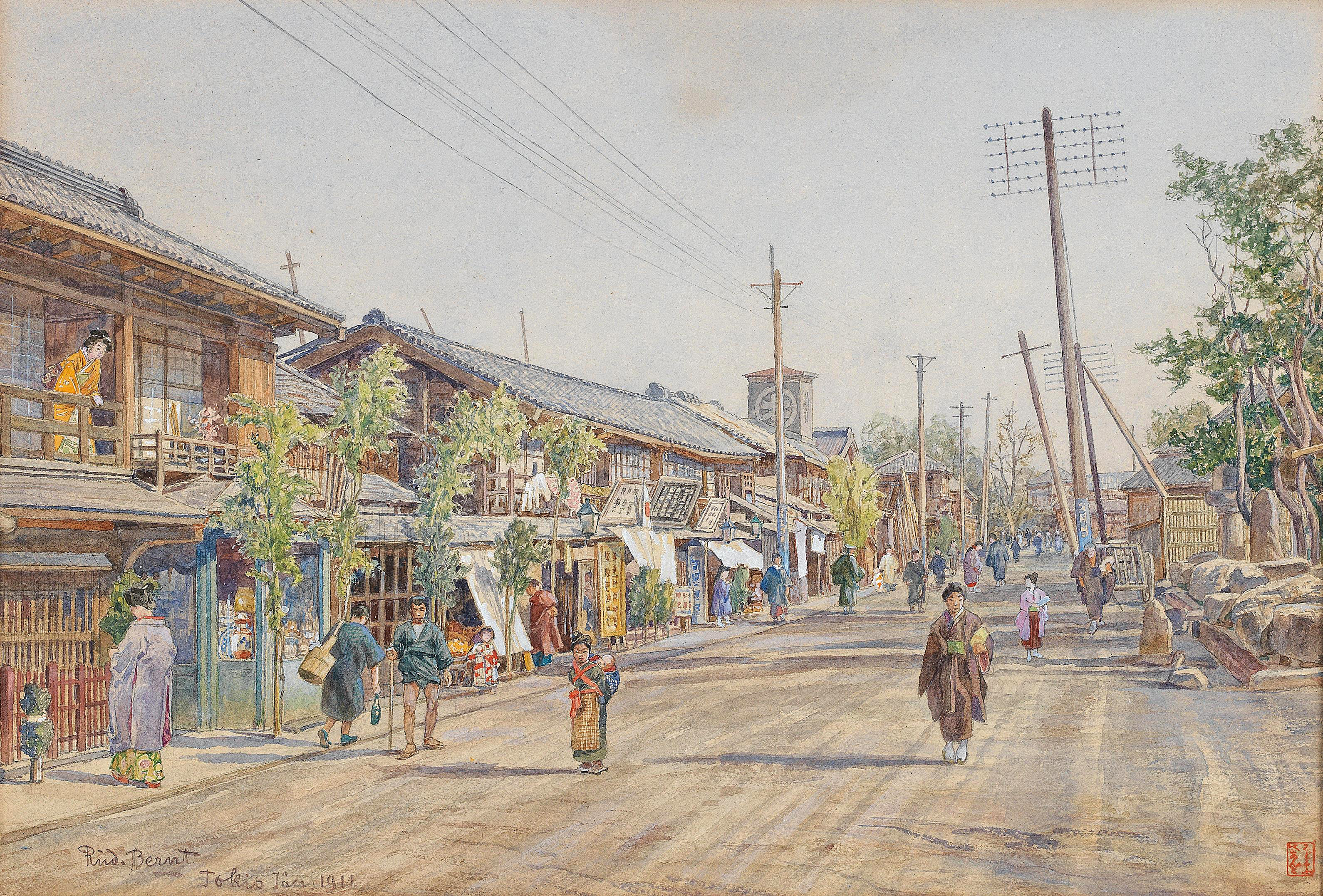
Straße in Tokio (1911)
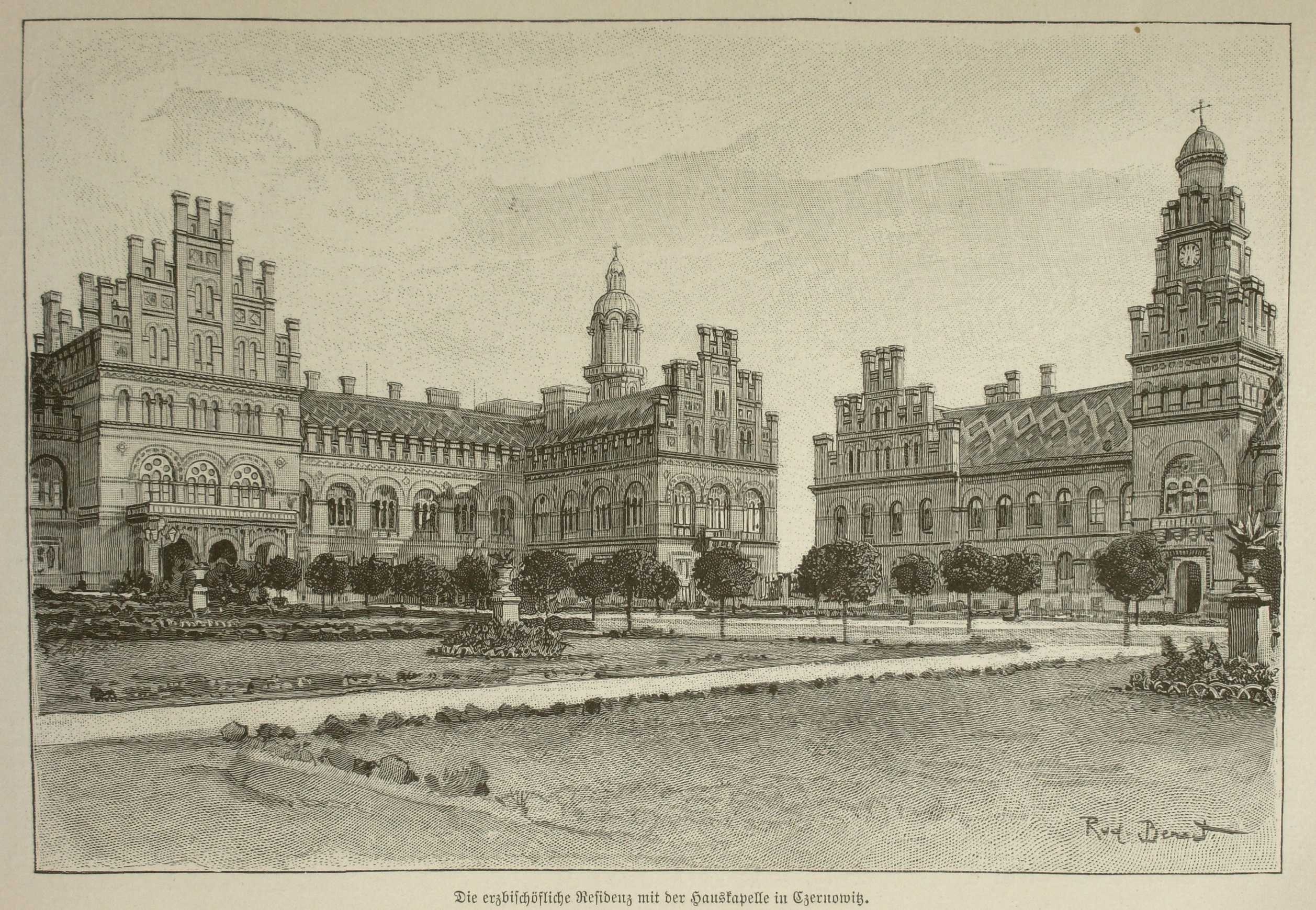
Erzbischöflicher Palast in Czernowitz (um 1899)
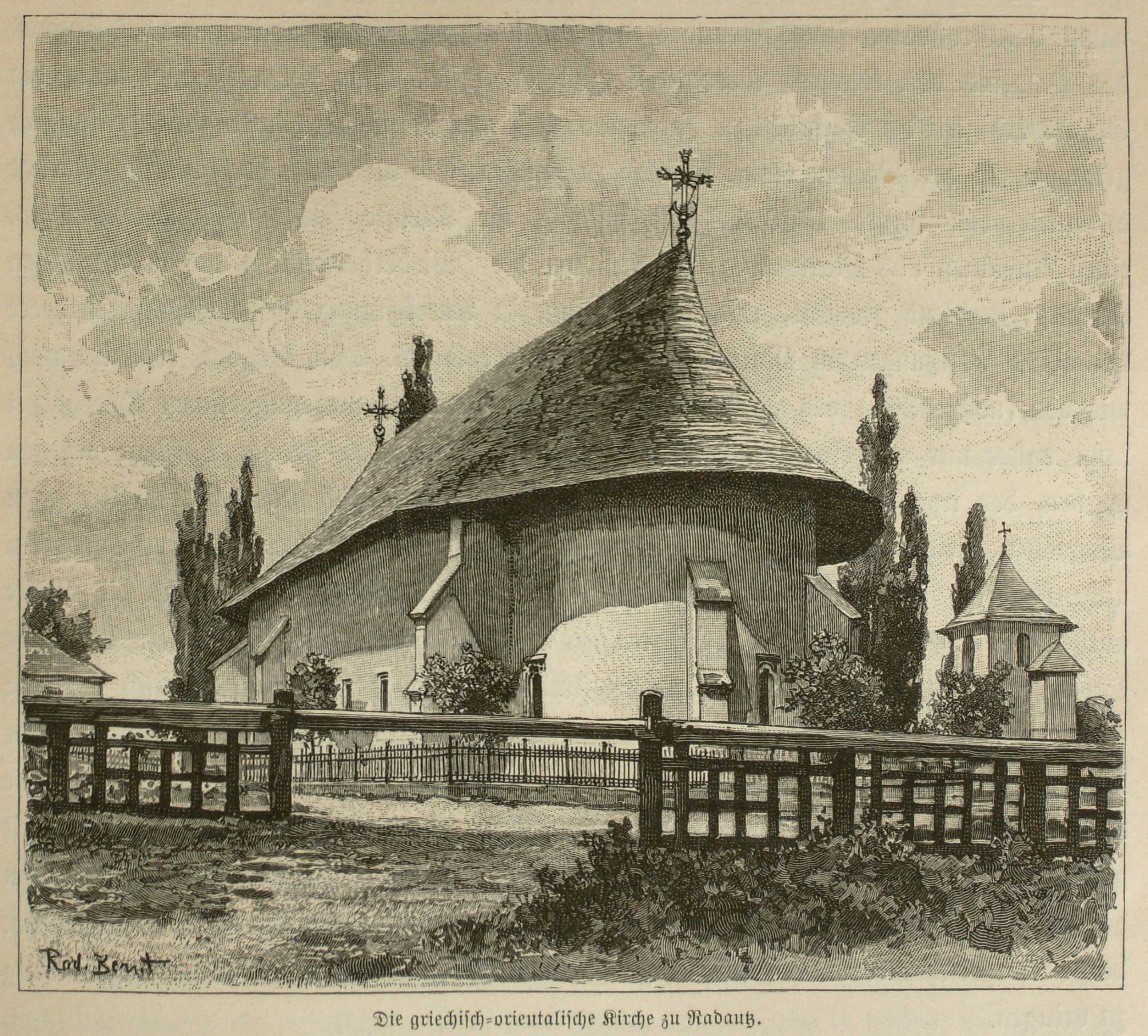
Die griechisch-orientalische Kirche zu Radautz (um 1899)
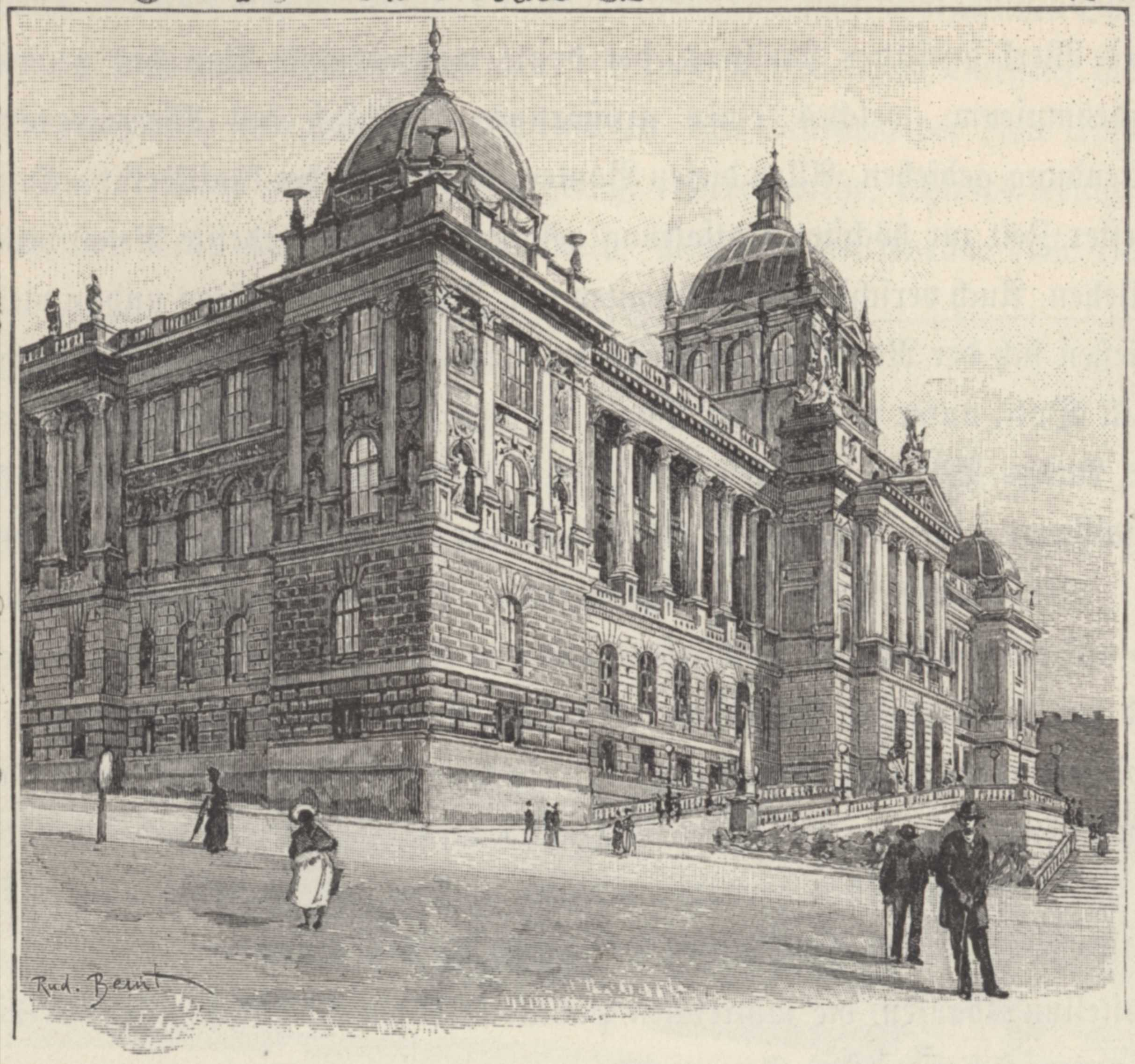
Nationalmuseum in Prag (um 1896)
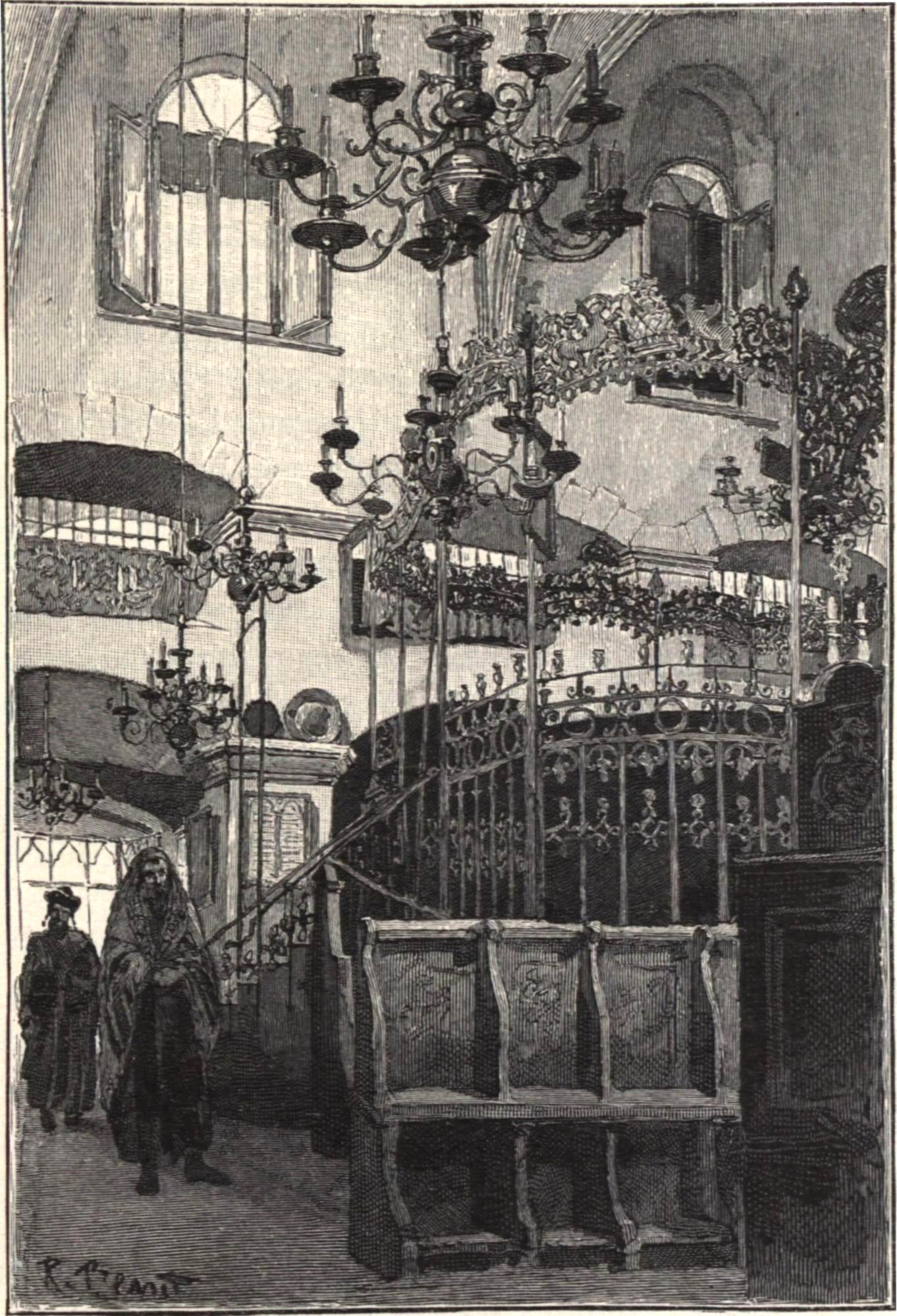
Goldene-Rosen-Synagoge in Lemberg (1898)
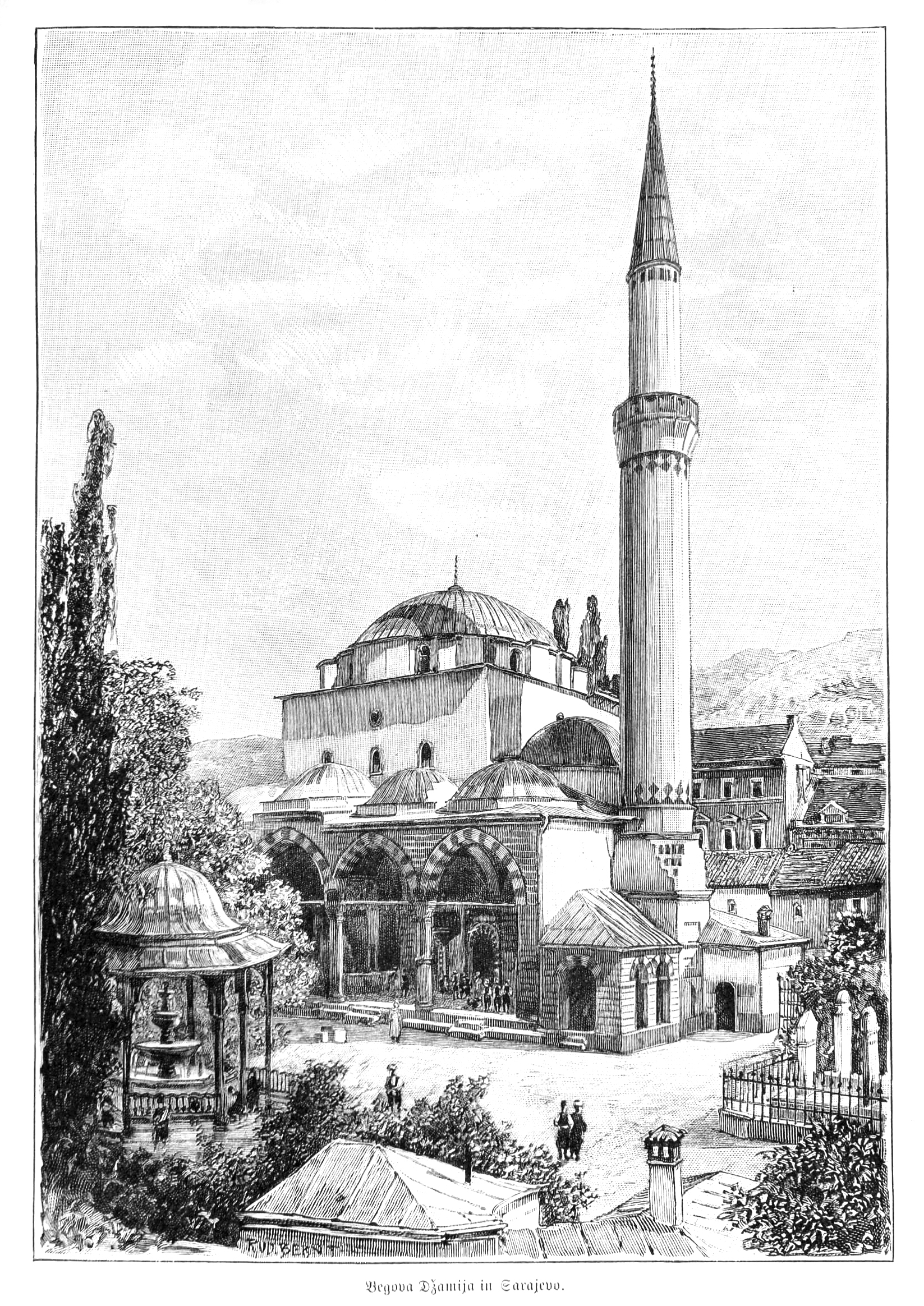
Gazi-Husrev-Beg-Moschee in Sarajevo (um 1900)
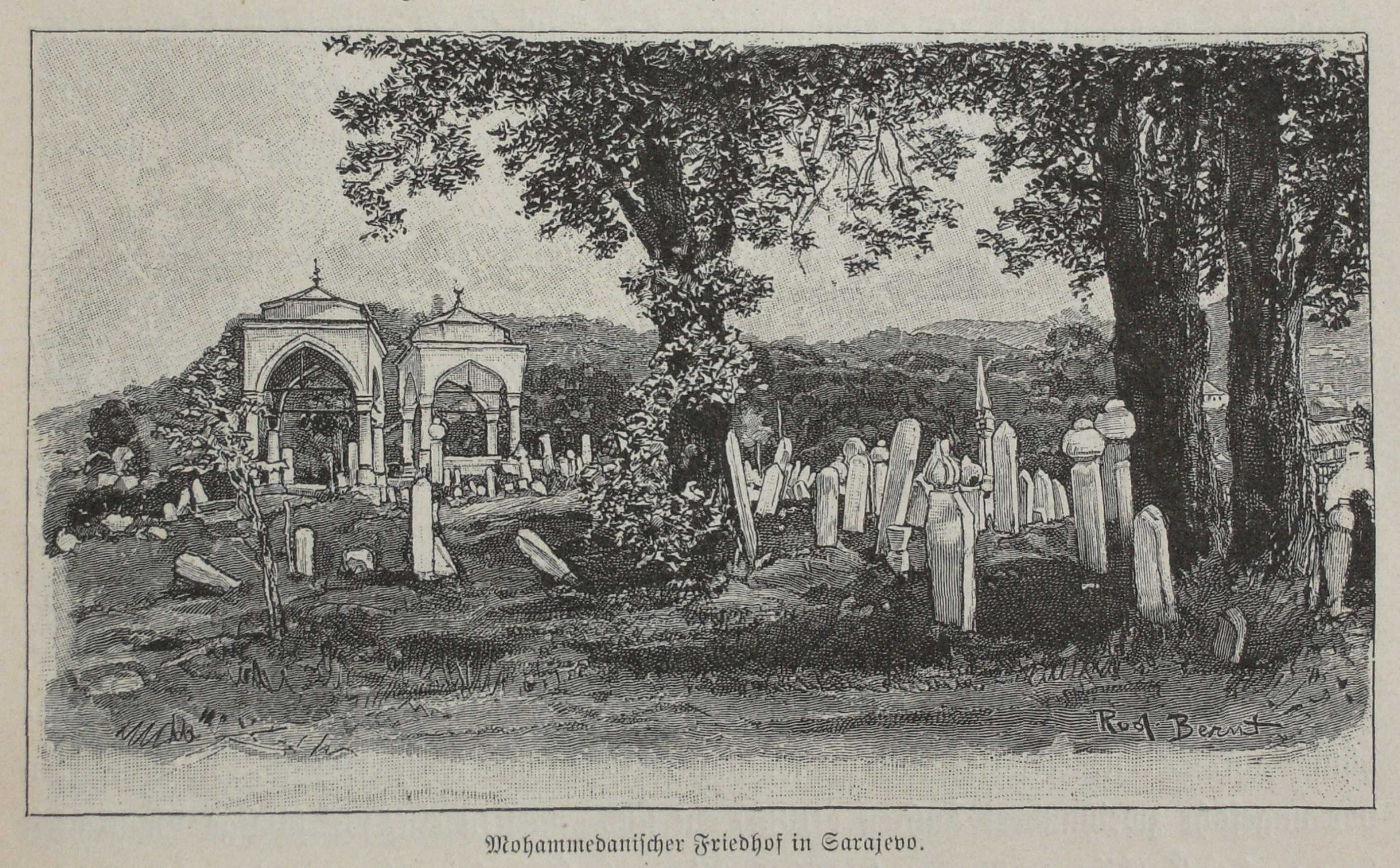
Mohammedanischer Friedhof in Sarajevo (um 1900)